# On the Principles of Political Economy and Taxation

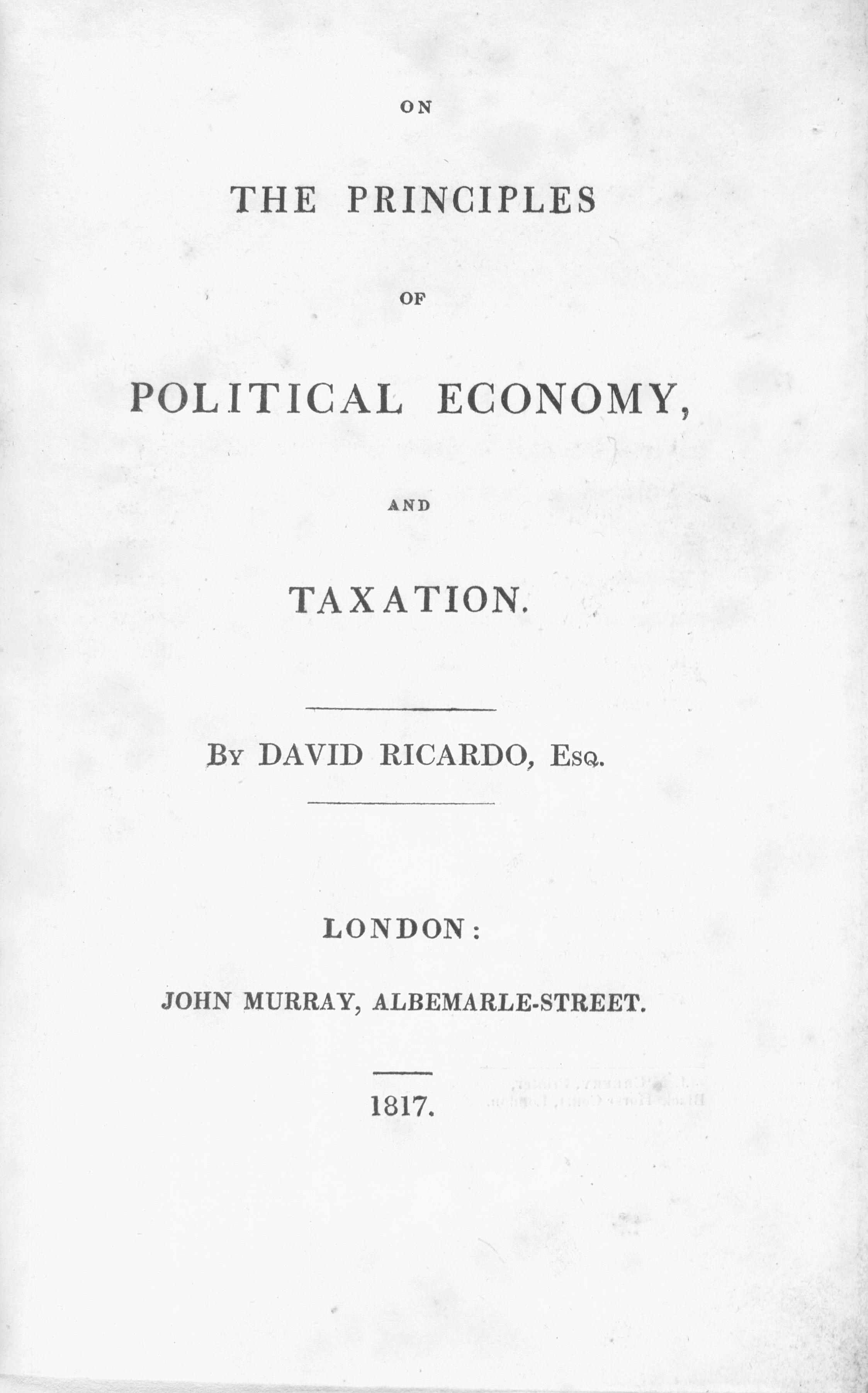
De titelpagina van de eerste druk

On the Principles of Political Economy and Taxation (Over de principes van de politieke economie en belastingen) (1817) is een boek door David Ricardo over economie. Het boek concludeert dat landpacht stijgt als de bevolking toeneemt. In het boek ontwikkelt Ricardo de theorie van de comparatief voordeel. Uit deze theorie blijkt dat alle landen van de vrije handel kunnen profiteren, zelfs als het een land aan in alle sectoren van de economie aan een absoluut voordeel ontbreekt.
Ricardo beweert in het voorwoord dat Turgot, Stuart, Adam Smith, Jean-Baptiste Say, Sismondi en anderen in hun werken niet genoeg "bevredigende informatie" hadden gegeven over onderwerpen als pacht, winst en lonen. De Principles of Political Economy is ogenschijnlijk Ricardo's poging om in deze lacune in de literatuur te voorzien. Ongeacht of dit werk zijn zelf verklaarde doel bereikt, verzekert dit boek volgens Ronald Max Hartwell, Ricardo's positie tussen de grote klassieke economen zoals Adam Smith, Thomas Robert Malthus, John Stuart Mill en Karl Marx.